# September 2007
September 2007 se je začel v soboto in se po 30 dneh končal na nedeljo. 

## Arhivirane novice
| september 2007 |
| - Začetek šolskega leta 2007/2008. - Po Sloveniji se je razbesnelo močno neurje, ki je popolnoma razdejalo Železnike in uničilo nekdanjo partizanske bolnišnice Franje. Poplavljena je petina ozemlja Slovenije ponekod pa je deževje sprožilo tudi zemeljske plazove. , - V Sloveniji je bil razglašen dan žalovanja za žrtvami neurja 18. septembra 2007. - Začetek volilne kampanje za predsedniške volitve v Sloveniji 2007. |